# William Horwood
William Horwood (* 12. Mai 1944 in Oxford, England) ist ein britischer Autor von Fantasy-Romanen und Jugendliteratur. 

## Leben
Horwood wuchs an Kents Ostküste auf, hauptsächlich in Deal. Nach der Trennung seiner Eltern, bei der auch Alkoholismus eine Rolle spielte, kam er mit sechs Jahren in eine Pflegefamilie, wo er vier Jahre lebte. Er besuchte für ein Jahr eine Schule in Deutschland, und danach, im Alter von 11 Jahren, wieder die Grammar School.
Mit 18 Jahren studierte Horwood an der Bristol University, wo er 1966 sein Studium mit einem Bachelor of Arts in Geographie abschloss. Er nahm eine Reihe verschiedener Jobs an; unter anderem gab er Unterricht, betätigte sich im Fundraising und schrieb für die Daily Mail.
1978, im Alter von 34 Jahren, gab er seinen Beruf bei der Zeitung auf, um das Schreiben von Romanen zu seinem Hauptberuf zu machen; angeregt durch die Lektüre von Frances Hodgson Burnetts "The Secret Garden". 

Sein erstes Buch Der Stein von Duncton (1980) gilt als Klassiker der „Tier-Fantasy“; Hauptakteure sind hier Maulwürfe. Außerdem schrieb Horwood Fortsetzungen des Kinderbuchklassikers The Wind in the Willows von Kenneth Grahame.
Nicht so erfolgreich waren seine Geschichten über Wölfe. Sein ursprünglich als Trilogie geplantes Werk Wolves of Time wurde vom Verlag auf zwei Bände gekürzt, so dass der Mittelband Wanderers of the Wolfways nie erschien.

## Werke

### Duncton Wood
- 1. Duncton Wood, Country Life 1980, ISBN 0-600-36794-0
  - Der Stein von Duncton, Klett-Cotta 1984, Übersetzerin  Karin Polz, ISBN 3-608-95147-4)
- 2. Duncton Quest, Century 1988, ISBN 0-7126-1695-0
- 3. Duncton Found, Century 1988, ISBN 0-7126-2979-3
- 4. Duncton Tales, HarperCollins (UK) 1991, ISBN 0-00-223676-1
- 5. Duncton Rising, HarperCollins (UK) 1992, ISBN 0-00-223941-8
- 6. Duncton Stone, HarperCollins (UK) 1993, ISBN 0-00-224174-9

### The Wind in the Willows
- 1. The Willows in Winter, HarperCollins (UK) 1993, ISBN 0-00-224353-9
  - Winter in den Weiden, Thienemann 1995, Übersetzerin Anne Löhr-Gößling, ISBN 3-522-16891-7
- 2. Toad Triumphant, HarperCollins (UK) 1995, ISBN 0-00-225309-7
  - Frühling in den Weiden, Omnibus 1996, Übersetzerin Anne Löhr-Gößling, ISBN 3-570-26047-X
- 3. The Willows and Beyond, HarperCollins (UK) 1996, ISBN 0-00-225310-0
  - Herbst in den Weiden, Thienemann 1997, Übersetzerin Anne Löhr-Gößling, ISBN 3-522-17118-7
- 4. The Willows at Christmas, HarperCollins (UK) 1999, ISBN 0-00-225604-5
  - Weihnachten in den Weiden, Thienemann 2001, Übersetzerin Elisabeth Spang, ISBN 3-522-17389-9

### Die Wölfe der Zeit (Wolves of Time)
- 1. Journeys to the Heartland, HarperCollins (UK) 1995, ISBN 0-00-223677-X
  - Reise ins Herzland, Weitbrecht 1996, Übersetzer Michael Morgental, ISBN 3-522-71920-4
- 2. Seekers at the Wulfrock, HarperCollins (UK) 1997, ISBN 0-00-223678-8
  - Der Kampf um das Herzland, Weitbrecht 1999, Übersetzerin Gabriele Burkhardt, ISBN 3-522-71921-2

### Willows in Winter
- 1997 1. Mole Gets Lost
- 1997 2. Flying into Danger
- 1997 3. Toad in Trouble

### Hyddenworld (Hyddenworld Quartet)
alle übersetzt von Reiner Pfleiderer.
- 1. Hyddenworld: Spring, Macmillan UK 2010, ISBN 978-0-230-73693-1
  - Hyddenworld 1: Der Frühling, Klett-Cotta 2012, ISBN 978-3-608-94638-3
- 2. Awakening, Macmillan UK 2011, ISBN 978-0-230-71261-4
  - Hyddenworld 2: Das Erwachen, Klett-Cotta 2012, ISBN 978-3-608-94639-0
- 3. Harvest, Macmillan UK 2012, ISBN 978-0-230-71262-1
  - Hyddenworld 3: Die Ernte, Klett-Cotta 2014, ISBN 978-3-608-94640-6
- 4. Winter, Macmillan UK 2013, ISBN 978-0-230-71263-8
  - Hyddenworld 4: Winter, Klett-Cotta 2015, ISBN 978-3-608-94641-3

### Einzelne Romane
- The Stonor Eagles, Arrow Books 1982, ISBN 0-09-945540-4
- Callanish, Allen Lane 1984, ISBN 0-7139-1684-2
  - Die Flucht des Adlers, Ueberreuter 1984, Übersetzer Hans Erik Hausner, ISBN 3-8000-2245-1
- Skallagrigg, Viking 1987, ISBN 0670801321
- The Boy With No Shoes, Gardners Books 2004, ISBN 0755313178
  - Der Junge der keine Schuhe hatte, Goldmann 2006,  Übersetzer Henning Ahrens, ISBN 3-442-54585-4